# Saint-Pierre-Bénouville
Saint-Pierre-Bénouville é uma comuna francesa na região administrativa da Normandia, no departamento de Sena Marítimo. Estende-se por uma área de 8,43 km². Em 2010 a comuna tinha 394 habitantes (densidade: 46,7 hab./km²).